# Saint-Jean-de-Monts
Saint-Jean-de-Monts és un municipi francès situat al departament de Vendée i a la regió de País del Loira. L'any 2007 tenia 7.699 habitants.

## Demografia

### Població
El 2007 la població de fet de Saint-Jean-de-Monts era de 7.699 persones. Hi havia 3.452 famílies de les quals 1.178 eren unipersonals (477 homes vivint sols i 701 dones vivint soles), 1.281 parelles sense fills, 821 parelles amb fills i 172 famílies monoparentals amb fills.
La població ha evolucionat segons el següent gràfic:
Habitants censats

### Habitatges
El 2007 hi havia 18.514 habitatges, 3.505 eren l'habitatge principal de la família, 14.646 eren segones residències i 363 estaven desocupats. 7.068 eren cases i 5.464 eren apartaments. Dels 3.505 habitatges principals, 2.496 estaven ocupats pels seus propietaris, 898 estaven llogats i ocupats pels llogaters i 111 estaven cedits a títol gratuït; 98 tenien una cambra, 321 en tenien dues, 860 en tenien tres, 1.022 en tenien quatre i 1.203 en tenien cinc o més. 2.848 habitatges disposaven pel capbaix d'una plaça de pàrquing. A 1.926 habitatges hi havia un automòbil i a 1.156 n'hi havia dos o més.

### Piràmide de població
La piràmide de població per edats i sexe el 2009 era:
| Homes | Edats   | Dones |
| ----- | ------- | ----- |
| 4     | 95 o +  | 20    |
| 16    | 90 a 94 | 56    |
| 44    | 85 a 89 | 148   |
| 28    | 80 a 84 | 88    |
| 176   | 75 a 79 | 216   |
| 216   | 70 a 74 | 252   |
| 292   | 65 a 69 | 324   |
| 268   | 60 a 64 | 220   |
| 164   | 55 a 59 | 220   |
| 228   | 50 a 54 | 228   |
| 164   | 45 a 49 | 236   |
| 220   | 40 a 44 | 188   |
| 200   | 35 a 39 | 200   |
| 236   | 30 a 34 | 204   |
| 180   | 25 a 29 | 192   |
| 156   | 20 a 24 | 120   |
| 236   | 15 a 19 | 140   |
| 184   | 10 a 14 | 184   |
| 172   | 5 a 9   | 184   |
| 84    | 0 a 4   | 156   |

## Economia
El 2007 la població en edat de treballar era de 4.331 persones, 3.087 eren actives i 1.244 eren inactives. De les 3.087 persones actives 2.707 estaven ocupades (1.449 homes i 1.258 dones) i 379 estaven aturades (155 homes i 224 dones). De les 1.244 persones inactives 576 estaven jubilades, 288 estaven estudiant i 380 estaven classificades com a «altres inactius».

### Ingressos
El 2009 a Saint-Jean-de-Monts hi havia 3.989 unitats fiscals que integraven 8.401 persones, la mediana anual d'ingressos fiscals per persona era de 17.692 €.

### Activitats econòmiques
Dels 945 establiments que hi havia el 2007, 4 eren d'empreses extractives, 31 d'empreses alimentàries, 2 d'empreses de fabricació de material elèctric, 12 d'empreses de fabricació d'altres productes industrials, 119 d'empreses de construcció, 242 d'empreses de comerç i reparació d'automòbils, 12 d'empreses de transport, 216 d'empreses d'hostatgeria i restauració, 1 d'una empresa d'informació i comunicació, 27 d'empreses financeres, 93 d'empreses immobiliàries, 65 d'empreses de serveis, 59 d'entitats de l'administració pública i 62 d'empreses classificades com a «altres activitats de serveis».
Dels 276 establiments de servei als particulars que hi havia el 2009, 1 era una oficina d'administració d'Hisenda pública, 1 gendarmeria, 1 oficina de correu, 7 oficines bancàries, 3 funeràries, 4 tallers de reparació d'automòbils i de material agrícola, 1 taller d'inspecció tècnica de vehicles, 3 autoescoles, 20 paletes, 22 guixaires pintors, 23 fusteries, 16 lampisteries, 12 electricistes, 4 empreses de construcció, 11 perruqueries, 1 veterinari, 99 restaurants, 40 agències immobiliàries, 3 tintoreries i 4 salons de bellesa.
Dels 151 establiments comercials que hi havia el 2009, 3 eren supermercats, 1 una gran superfície de material de bricolatge, 2 botigues de més de 120 m², 10 botiges de menys de 120 m², 28 fleques, 8 carnisseries, 6 peixateries, 6 llibreries, 51 botigues de roba, 7 botigues d'equipament de la llar, 6 sabateries, 2 botigues d'electrodomèstics, 2 botigues de mobles, 6 botigues de material esportiu, 2 drogueries, 2 perfumeries, 3 joieries i 6 floristeries.
L'any 2000 a Saint-Jean-de-Monts hi havia 77 explotacions agrícoles que ocupaven un total de 2.482 hectàrees.

## Equipaments sanitaris i escolars
El 2009 hi havia 1 hospital de tractaments de mitja durada (seguiment i rehabilitació), 3 farmàcies i 2 ambulàncies.
El 2009 hi havia 1 escola maternal i 3 escoles elementals. Saint-Jean-de-Monts disposava de 2 col·legis d'educació secundària amb 713 alumnes.

## Poblacions més properes
El següent diagrama mostra les poblacions més properes.